# Jindřich Korutanský
Jindřich Korutanský (německy Heinrich von Kärnten, polsky Henryk Karyncki, 1265, některé prameny uvádějí rozmezí 1273 až 1280 – 2. duben 1335, hrad Tirol) byl tyrolským hrabětem, korutanským vévodou, kraňským markrabětem, českým králem (1306 a 1307–1310) a titulárním králem polským. Narodil se jako nejmladší syn Menharda II. Tyrolského a jeho manželky Alžběty Bavorské.
Vlády v Tyrolsku a Korutanech se ujal po smrti otce v roce 1295. Vládl spolu se svými staršími bratry Otou a Ludvíkem. Po celou svou vládu v Korutanech se musel potýkat s odbojem místních šlechticů. Stal se jedním z předních spojenců svého švagra rakouského vévody Albrechta Habsburského, kterému v roce 1298 pomohl porazit římskoněmeckého krále Adolfa Nasavského v bitvě u Göllheimu. Albrecht se následně stal novým římskoněmeckým králem a Jindřicha ustanovil říšským vikářem ve Furlansku a Istrii. K roztržce mezi Jindřichem a Albrechtem došlo až v roce 1304, kdy Jindřich odmítl podpořit Albrechtovo tažení do Čech proti českému králi Václavovi II. Jindřich se tak brzy přiřadil ke spojencům českého rodu Přemyslovců. V roce 1306 se oženil s Václavovou dcerou Annou Přemyslovnou.
Poté, co roku 1305 zemřel Václav II. a roku 1306 byl v Olomouci zavražděn jeho syn Václav III., vymřel po hlavní vládnoucí linii rod Přemyslovců. Česká šlechta do Čech proto povolala Jindřicha Korutanského, který byl díky svému manželství s Annou Přemyslovnou zvolen novým českým králem. Z Čech Jindřicha však brzy vypudil římskoněmecký král Albrecht, jenž na český trůn dosadil svého syna Rudolfa. Když v roce 1307 Rudolf zemřel, na český trůn byl opět povolán Jindřich Korutanský. České koruny se však nevzdali ani Habsburkové. Albrecht Habsburský se svým druhým synem Fridrichem Sličným totiž ještě roku 1307 s říšským vojskem vpadl do Čech. Menhardovsko-habsburskou válku v roce 1308 ukončilo Albrechtovo zavraždění. Fridrich Sličný s Jindřichem následně uzavřel mír a vzdal se svých nároků na českou korunu.
Faktické vlády v Čechách se následně chopila oligarchická panská klika v čele s Jindřichem z Lipé a Rajmundem z Lichtenburka. Korutanec však v zemi nedokázal nastolit pořádek, čímž v Čechách nastal naprostý politický rozvrat. V roce 1309 Jindřich Korutanský ke konsolidaci své vlády do Čech povolal vojska míšeňského markraběte Fridricha Pokousaného. Novým římskoněmeckým králem kurfiřtové bez Jindřichovy přítomnosti mezitím zvolili Jindřicha VII. Lucemburského, jenž s pomocí Korutancových českých odpůrců v roce 1310 na český trůn dosadil svého syna Jana Lucemburského, který Jindřicha Korutanského vyhnal z Čech. Roku 1314 dal Jindřich Korutanský svůj neoprávněný kurfiřtský hlas ve prospěch Fridricha Sličného a zúčastnil se jeho bojů proti Ludvíkovi IV. Bavorovi. Ke konci svého života se zapojoval do italské politiky a s Lucemburky se usmířil. V roce 1335 bez mužských potomků zemřel, jeho země po něm proto zdědil syn Jana Lucemburského a choť jeho dcery Jan Jindřich.

## Život

### Dětství a mládí (1265–1295)

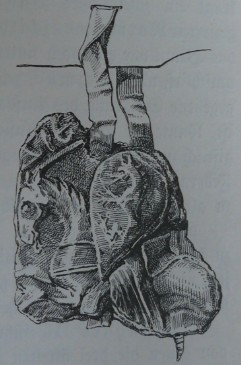
Pečeť Menharda II. Tyrolského

Jindřich Korutanský pocházel z rodu goricko-tyrolských hrabat Menhardovců. Narodil se jako nejmladší syn Menharda II. Tyrolského, který k rodovým državám připojil Korutanské vévodství a Kraňské markrabství, a jeho manželky Alžběty Bavorské, dcery Oty II. Bavorského a vdovy po římskoněmeckém královi Konrádovi IV. Štaufském. Přesné datum Jindřichova narození je však neznámé. Jisté je pouze to, že se narodil mezi lety 1263 a 1273. Někdy se spekuluje o rocích 1265 nebo 1270.
Vyrůstal nejprve v domácím prostředí na dvoře svého otce. Někdy v 80. letech ho otec vyslal na dvůr římskoněmeckého krále Rudolfa Habsburského, kde byl vychováván spolu se svým pozdějším důvěrníkem Konrádem III. z Aufensteina. Od 90. let existují první doklady o Jindřichově dvoře. Na sklonku 80. let se začal zúčastňovat veřejného dění. Po boku svých starších bratrů tehdy svědčil na řadě listin. Bez nich Jindřich na listině poprvé vystupuje roku 1293 v donaci pro klášter Stams. V roce 1289 ho otec pověřil tažením proti uherskému velmožovi Ivanovi Kyseckému. Mezi lety 1291 a 1293 ho zase vyslal z Tyrolska do Korutan, aby zde potlačil vzpouru místních šlechticů.

### Po boku Habsburků (1295–1299)

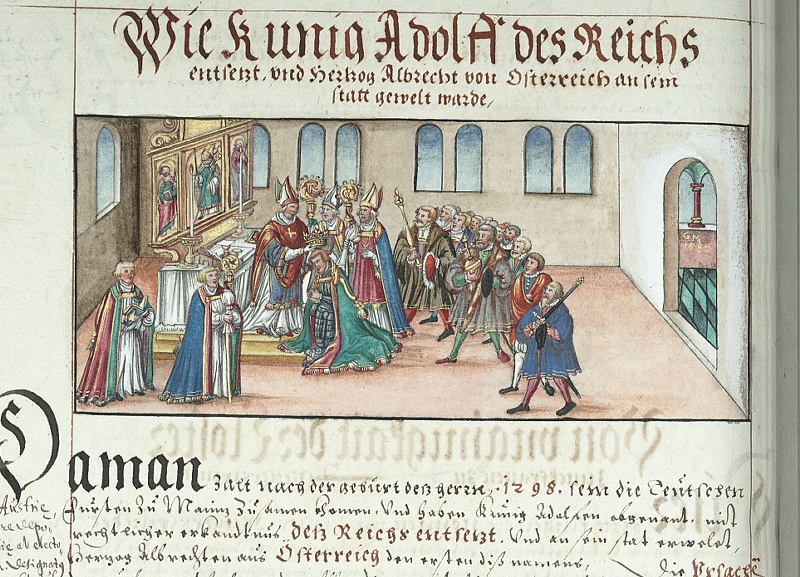
Sesazení Adolfa Nasavského a zvolení Albrechta Habsburského novým římským králem

Po smrti Menharda II. Tyrolsko, Korutany a Kraňsko v roce 1295 zdědili jeho tři synové Ota, Ludvík a Jindřich. Ačkoli z nich Jindřich byl nejmladší, zcela zastínil oba své bratry. Zatímco Ludvík kvůli svému chatrnému zdraví do veřejného dění vůbec nezasahoval, Ota si s Jindřichem rozdělili vládu – Ota vykonával vnitřní politiku a Jindřich dbal o vztahy se zahraničím. Římskoněmeckým králem byl tenkrát Adolf Nasavský, který korutanským bratrům odmítal udělit jejich země v léno. Oporu Jindřich s bratry nenalezl ani v řadách korutanské šlechty, která se proti nim roku 1295 vzbouřila. Podobná situace probíhala i v Rakousku, kde se vlna odporu zvedla proti rakouskému a štýrskému vévodovi Albrechtovi I. Habsburskému, úhlavnímu sokovi římského krále Adolfa. S odbojnými šlechtici se v alpských zemích spojil jak král Adolf, tak salcburský arcibiskup Konrád IV. z Fohnsdorfu. Ze složité situace Habsburkové i Menhardovci vyvázli až v roce 1296, kdy se jim společnými silami podařilo odbojné pány pokořit. Albrecht Habsburský i Jindřich Korutanský se s salcburským arcibiskupem následně usmířili.
V červnu 1298 na jednání v Mohuči říšští kurfiřti sesadili Adolfa Nasavského z římského trůnu a za nového římskoněmeckého krále vzápětí zvolili Albrechta Habsburského. Albrecht nasavského hraběte následně 2. července drtivě porazil v bitvě u Göllheimu, ve které Adolf padl. Této bitvy se na Albrechtově straně zúčastnil i Jindřich Korutanský, jenž v ní hrál klíčovou roli. Brzy poté 16. října tyrolská hrabata ve městě Sankt Veitu uspořádala velkolepé a okázalé rytířské slavnosti, v nichž demonstrovala svou moc a bohatství.
| „                 | Jindřich, který se vrátil z toho boje zdráv a ověnčen slavným jménem, přichystal pro své bratry Otu a Ludvíka, syny vévody Menharta, obrovské taneční veselí. Ti dali zároveň rozhlásit, že se uprostřed Korutan u města Sankt Veit bude konat turnaj a že budou pasováni noví rytíři. Slavnost přichystali s velkými náklady a s velkou nádherou proto, aby poté, co zpráva o ní pronikne až do vzdálených končin, přišlo mnoho lidí. Těch rytířů bylo na pět set, vévodové tři, Ota, Ludvík a Jindřich, protože Albert již dříve sešel z tohoto světa. Opat od Sv. Lamberta požehnal meče vévodů jsa hlavním podporovatelem a strůjcem této slavnosti, během níž Menhartovi synové pasovali a slavnostně oděli nové rytíře, rozdávali dary, stavěli na odiv bohatství své slávy a ukazovali vznešeným země, že jsou jim nakloněni, že se o to usilovněji budou snažit upevnit pozici v samotném vévodství, aby nepřátelé, pakliže by se nějací našli, byli uvrženi v hanbu a aby si věrné k sobě těsněji připoutali. | “ |
| — Jan z Viktringu | |   |

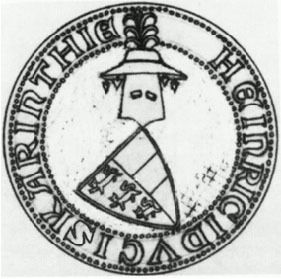
Jindřichova pečeť z roku 1303

Slavnosti v Sankt Veitu oslavovaly vítězství v bitvě u Göllheimu a měly velmi pozitivní vliv na soudržnost menhardovského dominia. Znamenaly pro menhardovské země zásadní změnu v řízení státu. Jindřich s bratry totiž vtáhl rytířskou kulturu, které se jeho otec Menhard velmi stranil, do oblasti politiky a řízení státu nově založil na kooperaci.
Tyrolští bratři byli velmi zámožní, a to především díky spořivosti svého otce, který za svůj život nashromáždil okolo osmnácti tisíc hřiven stříbra, jež uložil do bankovního domu Lambertuccina Frescobaldiho ve Florencii. Jindřich pokračoval v otcových stopách a i nadále obchodoval se zlatem mezi Němci a severoitalskými městy. Vztahy korutanských vévodů s Frescobaldinim ochladly až roku 1303, kdy bratři začali zlato prodávat v Benátkách. O dva roky později se vévodové dostali do finanční tísně, na čemž se zřejmě podílela Francobaldiniho platební neschopnost a zvýšené náklady Jindřicha Korutanského spojené s jeho cílem získat českou korunu. V prosinci 1298 na říšském sněmu v Norimberku nový římský král Albrecht Jindřicha a jeho bratry jmenoval říšskými vikáři ve Furlansku a Istrii. Dne 19. května 1299 ve Špýru Albrecht Jindřichovi a jeho bratrům udělil Korutany, Tyrolsko a Kraňsko společně i každému zvlášť v léno. Tehdy se Jindřich Korutanský ocitl na vrcholu své kariéry.

### Po boku Přemyslovců (1300–1306)

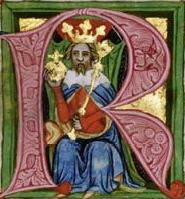
Miniatura Václava II. ve Zbraslavské kronice

Od roku 1300 Jindřichovi ve sporech s korutanskými šlechtici začal pomáhat rakouský vévoda Rudolf Habsburský, syn římskoněmeckého krále Albrechta I. Habsburského. Rudolf se za to od Jindřicha ale nikdy nedočkal uznání. I přesto Rudolfovo jednání mezi Menhardovci a Habsburky zatím nevedlo k rozkolu. K tomu došlo až v roce 1304, kdy Jindřich ve Vídni odmítl účast na plánovaném tažení Albrechta Habsburského do Čech proti českému králi Václavovi II. Z jakého důvodu tak učinil, není známo, možná kvůli svému chystanému sňatku s dcerou Václava II. Annou. Vzhledem k tomu, že žádné doklady o kontaktu korutanského a českého dvora na přelomu let 1304 až 1304 neexistují, Jindřich svůj sňatek však zřejmě dojednal až později. Není vyloučeno ani to, že korutanský vévoda chtěl pouze vystoupit z Albrechtova stínu. Ten od Jindřicha každopádně vzápětí začal vymáhat dosud nevyplacené věno své manželky a Jindřichovy sestry Alžběty. Zároveň svého syna Rudolfa pověřil, aby opatřil šest tisíc hřiven stříbra, jimiž poté měl zaplatit všechny zástavy Jindřicha Korutanského v Kraňsku a Vindické marce. Těmito kroky chtěl Albrecht zlikvidovat vliv menhardovské dynastie v oblasti alpských zemí. Otakar Štýrský ve své kronice líčí velmi dramatickou hádku mezi Albrechtem a Jindřichem, v níž Albrecht korutanskému vévodovi hrozil soudem pro neplnění závazků vůči říši. Albrecht mu podle Otakara připomínal, že bez jeho pomoci by se on ani jeho bratři v boji s korutanskými rebely a salcburským arcibiskupem v Korutanech neudrželi u moci. Korutanec Habsburkovi podle Otakara zase připomínal svou podporu v jeho souboji s Adolfem Nasavským. Spor mezi švagry nakonec vyvrcholil v lednu 1305 Jindřichovým odchodem z Vídně.

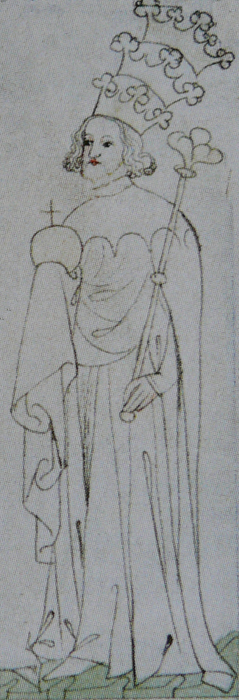
Václav III. (Zbraslavská kronika)

Poté, co Albrechtovo tažení do Čech v roce 1304 skončilo naprostým fiaskem, na stranu Václava II. se rázem připojili jak dolnobavorští vévodové Ota III. a Štěpán I., tak Jindřich Korutanský, jemuž byla přislíbena Václavova nejstarší dcera Anna, což zřejmě zprostředkoval Ota Dolnobavorský. Albrecht se na poslední chvíli pokusil spojenectví Menhardovců s Přemyslovci neúspěšně zvrátit, korutanských vévodům totiž rozšířil práva k říšským clům v Luegu a Bolzanu. Podle Otakara Štýrského Václav II. Korutance přilákal na svou stranu tím, že mu přislíbil navrátit listiny, o než se opíral nárok Přemyslovců na Korutany a Kraňsko. Jednalo se o takzvanou Poděbradskou smlouvu. Sňatek s Annou Přemyslovnou byl pro Jindřicha velmi prestižní záležitostí, protože mu otevíral dveře do vyšších sfér. Přidružil se jím zároveň do okruhu nejbližších spojenců Přemyslovského rodu. Poté, co Václav II. ještě téhož roku zemřel a na český trůn nastoupil jeho syn Václav III., Jindřich spolu s dolnobavorskými vévody působil jako prostředník ve smírčích jednání mezi Habsburky a Přemyslovci.
Datum sňatku Anny Přemyslovny s Jindřichem Korutanským bylo stanoveno na únor roku 1306. Jindřich se do Čech vydal brzy po Vánocích. Doprovázeli ho bratranec hrabě Albrecht II. Gorický a hrabě Oldřich z Heunburgu i řada dalších pánů. Svatba se odehrála 13. února 1306 patrně na Pražském hradě. Nic bližšího o jejím průběhu není známo. Jindřichův bratr Ota se jí nezúčastnil, a to zřejmě protože s ní nesouhlasil. Snažil se totiž zachovat neutralitu a nestranit ani Habsburkům, ani Přemyslovcům. Mezi oběma korutanskými vévody tehdy nepanovaly příliš dobré vztahy. Zvažovali dokonce rozdělení svých zemí, k čemuž však nakonec nedošlo. Anna od svého bratra Václava dostala věnem deset tisíc hřiven stříbra, což nebyla příliš vysoká částka. Pro Jindřicha ale bylo důležité především to, že se ženil s dcerou krále. Novomanželé se následně vypravili do Korutan. Cestou se zastavili na dvoře dolnobavorských vévodů v Landshutu, za jejichž přítomnosti se 28. února Jindřich zavázal, že Anně zastaví majetek v hodnotě 31 tisíc hřiven stříbra, z čehož deset tisíc hřiven činilo Annino věno, 6 tisíc hřiven Jindřichův jitřní dar a zbytek představoval jeho svatební dar. Všichni přítomni zároveň přislíbili, že pokud Anna ovdoví, zajistí, aby zmíněné statky skutečně dostala. Nepočítalo se totiž s tím, že by s nimi Přemyslovna během Jindřichova života mohla samostatně disponovat. V červenci 1306 se Václav III. vypravil na tažení do Polska a Jindřichovi Korutanskému dočasně přenechal vládu v Čechách.

### Poprvé českým králem (1306–1307)
Dne 4. srpna 1306 při shromažďování vojska na tažení do Polska v Olomouci zahynul rukou neznámého vraha poslední český král z rodu Přemyslovců Václav III. Olomouckou vraždou se velmi podrobně zabýval Miroslav Ivanov, jenž Jindřicha Korutanského zařadil do svého seznamu podezřelých, kteří vraždu mohli objednat. Jindřicha Korutanského však Ivanov jako objednavatele nakonec zamítl, protože byl podle něj „zbabělý, hloupý, líný, krotký a jednáním chlapecký”. Poněvadž Václav III. zemřel bez mužského potomka, země se náhle ocitla bez krále. Pretendentem českého trůnu se automaticky stal Jindřich Korutanský. S Přemyslovci ho totiž pojila jeho manželka, nejstarší dcera Václava II. Anna Přemyslovna. Václav III. Jindřichovi Korutanskému před svým odjezdem na Moravu navíc svěřil vládu v Čechách. Po celé zemi však vzápětí po Václavově smrti vypukly nepokoje. Josef Šusta i navzdory tvrzení Zbraslavské kroniky soudil, že Jindřich a Annou v době olomoucké vraždy nepobývali v Čechách.
| „                     | Silný královský rod byl přemožen uštknutím smrti zcela, neb potomek mužský tu žádný na světě nezbyl. Zůstaly toliko svazky, jež pohlaví ženského byly. Sirý národe český, pěj proto žalozpěv smutný. Sklíčen tu leží, hle, král český, přemožen smrtí: běda, tvůj rodný král, jaký nikdy už nebude dán ti. Právem, království, lkáš: neb králů českých již sedmi, Ejhle, zbaveno jsi a ovdovělo jsi bídně. | “ |
| — Zbraslavská kronika | |   |

Do Prahy se na sklonku srpna začali sjíždět čeští šlechtici, aby na zemském sněmu zvolili nového českého krále. Při této volbě mělo možná zásadní význam privilegium o nástupnictví žen na český trůn římskoněmeckého krále Richarda Cornwallského, který ho kolem roku 1265 údajně vydal svému spojenci českému králi Přemyslovu Otakarovi II. O existenci tohoto privilegia však historikové vedou spory. Vratislav Vaníček, Josef Šusta, Václav Novotný, Irena Prokopová a částečně i Marek Starý pokládají toto privilegium za skutečné. Připouští to i Kateřina Telnarová. Existenci tohoto privilegia oproti nim popírá Martin Wihoda, jenž ho považuje za podvrh Jindřichových stoupenců. Toto privilegium by totiž Jindřichův nárok na český trůn zcela ospravedlňovalo .

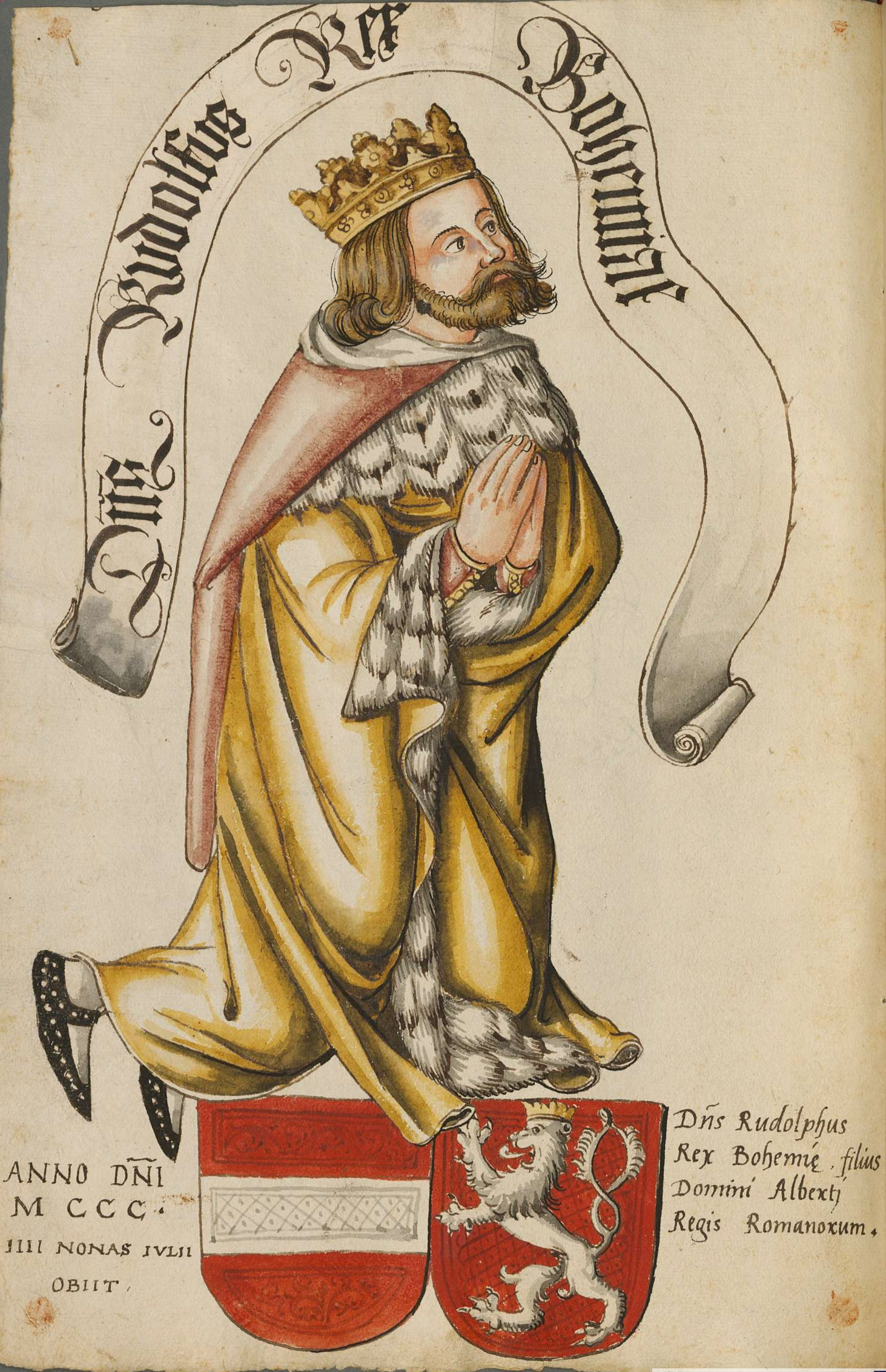
Rudolf Habsburský (fiktivní portrét ze 16. století)

O jednání zemského sněmu v Praze se dochovaly pouze kusé zprávy. Bylo na něm zřejmě přečteno zmíněné privilegium Richarda Cornwallského, ať už se jednalo o podvrh nebo ne. Kronikář Petr Žitavský ve své Zbraslavské kronice mluví také o tom, že Jindřich Korutanský se těšil široké podpoře v celých Čechách. Na sněmu se ovšem objevila i strana druhá, jež zpochybnila dědické práva Přemysloven a požadovala, aby česká koruna byla udělena rakouskému vévodovi a synovi římskoněmeckého krále Albrechta Rudolfovi. Větší část panstva však nakonec podpořila korutanskou kandidaturu, a tak byl začátkem září 1306 Jindřich Korutanský provolán českým králem. Na cestě za českou korunou však byli už i Habsburkové. Albrecht Habsburský se o vraždě Václava III. dozvěděl v Henegavsku, když připravoval tažení proti Wettinům. Přípravy tažení okamžitě přerušil a vydal se k českým hranicím. Na sklonku srpna byl již v Norimberku, kde vydal listinu žádající české pány, aby za českého krále zvolili jeho syna Rudolfa. Po zvolení Jindřicha českým králem, Albrecht České království prohlásil za odumřelé léno spadlé na říši a přes Chebsko s vojskem překročil české hranice. Ani Rudolf Habsburský nemeškal a s vojskem vstoupil do jižních Čech. Jindřich se v reakci na to odebral k česko-bavorskému pomezí, kde 8. září v Furth im Waldu uzavřel spojenectví s dolnobavorským vévodou Štěpánem I. Dne 8. září český král v Domažlicích také zpečetil dohodu o vzájemné pomoci se zástupci Eberharda Württemberského, v níž württemberskému hraběti sliboval 10 tisíc hřiven za vojenskou pomoc.
Jindřicha však v připravovaném boji s Habsburky nepodpořili čeští páni. Rudolf již 1. října 1306 stanul před Prahou a Albrecht mezitím rozbil tábor u Loun. Zde proběhlo podplácení několika šlechtických předáků, mezi kterými figurovali Rajmund z Lichtenburka nebo Jindřich z Rožmberka, aby se přidali na habsburskou stranu. Habsburky dále podpořili například Dobeš z Bechyně, Albrecht ze Žeberka, Hynek Berka z Dubé či Jindřich z Lipé. Jindřich Korutanský tak brzy poznal, že situace je pro něj ztracena, a ze strachu, aby nepadl do nepřítelových rukou, s chotí tajně opustil Prahu i Čechy. Přes území dolnobavorského vévody Štěpána se následně odebral zpět do Tyrol. Kdy k tomuto útěku došlo není jisté. Buď v druhé polovině září, nebo v první polovině října. Jeho žena Anna odchod z Čech zřejmě nesla velmi těžce. Podle Roberta Antonína Jindřich situaci na podzim 1306 sice zcela jistě podcenil, ale hlavním důvodem, proč z Čech odešel podle něj patrně nebyla zbabělost. V jeho nepřítomnosti v Korutanech totiž proběhla další vzpoura korutanských šlechticů i prelátů a napjaté byly také Jindřichovy vztahy k jeho bratru Otovi. Po návratu do Tyrol Jindřich patrně nepomýšlel na obnovu své vlády v Čechách. Neodvážil se ani nadále využívat titulu českého krále. Do dalšího vývoje politické situace v Čechách zároveň neměl šanci zasahovat. V Tyrolsku se po návratu z Čech Jindřich pravděpodobně věnoval upevňování své moci, přičemž se dostal do sporů se svými gorickými bratranci Albrechtem II. a Jindřichem II.

### Podruhé českým králem (1307)

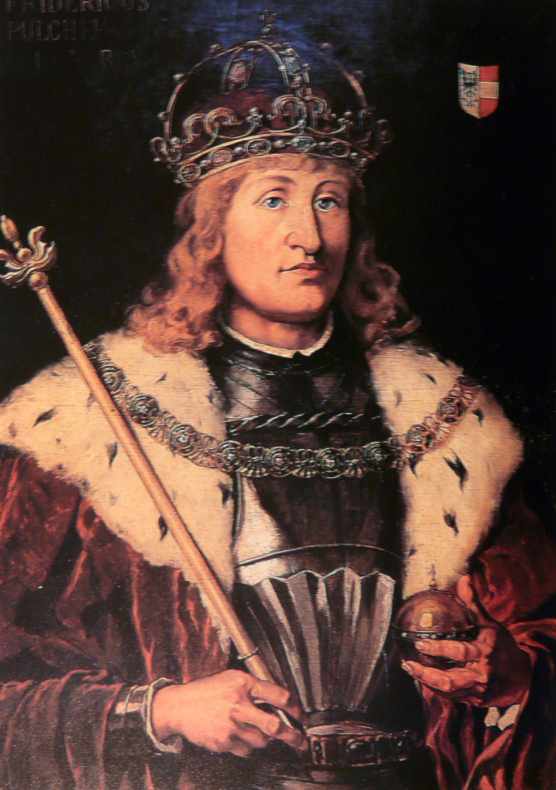
Fridrich I. Habsburský (fiktivní portrét z 19. století)

Po vyhnání Jindřicha Korutanského z Čech byl z Albrechtova popudu dne 16. října českým králem slavnostně zvolen Rudolf Habsburský. Druhý den se Rudolf oženil s vdovou po Václavovi II., Piastovnou Eliškou Rejčkou a stanul v čele Českého království. V jihozápadních Čechách Rudolfovi však stále odporovali poslední přívrženci Jindřicha Korutanského podporovaní Štěpánem Dolnobavorským, mezi které patřil především Vilém Zajíc z Valdeka, Ojíř z Komberka a Bavor III. ze Strakonic. Rudolf se rozhodl, že odbojné pány pokoří a v červnu 1307 proti nim zahájil tažení. Tažení mělo úspěch a Rudolf Bavora ze Strakonic nakonec oblehl v jeho městské pevnosti v Horažďovicích. Bavor byl sice donucen kapitulovat, ale ještě téhož dne 3. července 1307 v noci král Rudolf před Horažďovicemi zřejmě podlehl úplavici, čímž začalo nové kolo zápasů o český trůn.
Ještě v červenci toho roku do jihozápadní Moravy sice vpadla vojska Rudolfova bratra Fridricha I. Sličného, jemuž ale neotevřelo své brány město Znojmo, ve kterém v lednu 1307 král Albrecht udělil České království v léno všem svým synům a vydal zde rovněž nový nástupnický řád, podle kterého v případě Rudolfovi smrti měl na český trůn nastoupit nejstarší z jeho mladších bratrů. V Brně se mezitím pod vedením olomouckého biskupa Jana VI. z Valdštejna shromáždili moravští páni, kteří s Fridrichem začali vyjednávat. Fridrichovo jednání s Moravany se bez jakéhokoli výsledku však táhlo až do srpna.

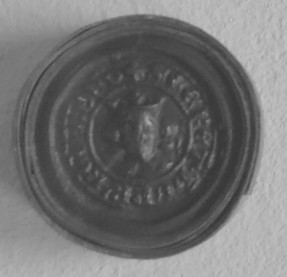
Sekretní pečeť Jindřicha Korutanského

Mezitím co na Moravě probíhala jednání mezi Habsburky a moravskými pány, v Čechách opět vypukly rozbroje a zmatky. V čele prohabsburky orientovaných šlechticů a prelátů stanul Dobeš z Bechyně, jenž navrhoval, aby se dcera Václava II. Eliška Přemyslovna vdala za Fridricha Habsburského. Dne 24. července 1307 pražský biskup Jan z Dražic svolal některé pány včetně Dobeše z Bechyně do svého domu na Malé straně v Praze. Do místnosti jednání však nečekaně vpadli radikální šlechtici vedení Hynkem Krušinou z Lichtenburka a jeho strýcem Oldřichem, kteří požadovali, aby na český trůn byl opět povolán Jindřich Korutanský. V nastalém zmatku poté Lichtenburkové zabili na lůžko připoutaného Dobeše a vzápětí unikli. Následně v Praze vypuklo povstání prokorutanských patricijů a šlechticů, které odstranilo většinu přívrženců habsburské kandidatury a zajistilo tak předání české koruny Jindřichovi Korutanskému. V čele patricijských stoupenců Jindřicha Korutanského stanul pražský měšťan Mikuláš řečený Thusintmark. Při povstání zahynula řada prohabsbursky orientovaných měšťanů včetně Hiltmara Fridingera. Prokorutanští radikálové se pokusili zabít také zámožného měšťana Wolframa, jemuž se však z Prahy podařilo uniknout. Tímto dramatickým převratem se moci opět chopila korutanská strana, která do Čech následně opět povolala Jindřicha Korutanského. Jindřich podporovaný Štěpánem Dolnobavorským se do Čech vypravil s malou družinou. Svou mladou choť však zanechal v Tyrolích. Podle Josefa Šusty a Vratislava Vaníčka Jindřich s návratem do Čech dlouho otálel, což však vyvrátil Robert Antonín. Jindřich se do Čech totiž do Čech dorazil po pouhých 20 dnů od krvavého převratu v Praze.
Pražané korutanského vévodu uvítali velmi radostně. Dne 15. srpna se Jindřich opět chopil vlády a břevnovský opat Pavel Bavor ho provizorně korunoval biskupskou mitrou. Jindřich se následně vydal do Kutné Hory, kde probíhaly podobné boje o moc jako v Praze. Rod Ruthardovců zde soupeřil se stoupenci Habsburků, především pak s Pertoldem Pirknerem a bratry Jenslinem a Ortliebem z Rosenthalu. Ještě před Jindřichovým příjezdem do města v boji nakonec zvítězili Ruthardovci. Zatímco Rosenthalové uprchli na dvůr Fridricha Habsburského na Moravu, Pirkner se ukryl na svůj hrad Pirkštejn. Dne 20. srpna Jindřich slavnostně vjel do Kutné Hory a novým rychtářem zde ustanovil Alberta Rutharda. Dále si nový česká král s pomocí Rajmunda z Lichtenburka zajistil věrnost Kolína a Jihlavy. Novým maršálkem Jindřich Korutanský jmenoval Jindřicha z Lipé. Ve funkci podkomořího se i nadále udržel Rajmund z Lichtenburka, který získal rovněž hrad Bítov. Pánům z Landštejna zůstalo místo purkrabích ve Znojmě. Jindřichovi z Rožmberka český král potvrdil místo zvíkovského purkrabí a zavázal se, že nahradí ztráty, které by Rožmberkové utrpěli při případném útoku nepřátelské strany.
| „                     | Praha se těšila tehdy, když vévoda Jindřich byl zvolen za krále… Běda, vždyť neznali zlo, jež vbrzku dopadnou mělo na ně a království celé. A dobře jsou nyní již známi zásahy zvratu štěstí, neb na sobě nese zem česká nesmírně velikou tíhu všech neštěstí, kterou by věru nebyla poznala ani, jí kdyby se vládcem byl nestal král, jejž měla dřív ráda, však posléz ho nenáviděla. Za něho loupeží kdekdo a rovněž dochází k vraždám, vzrůstají pře, mír mizí a umdlévá veškeré právo, pole tu leží ladem a málo lze nalézti na nich plodů, neb nevzrůstá nic než nářek po celé zemi, neboť se na všech stranách jen válečná lítice rodí. | “ |
| — Zbraslavská kronika | |   |

### Válka proti Habsburkům (1307–1308)

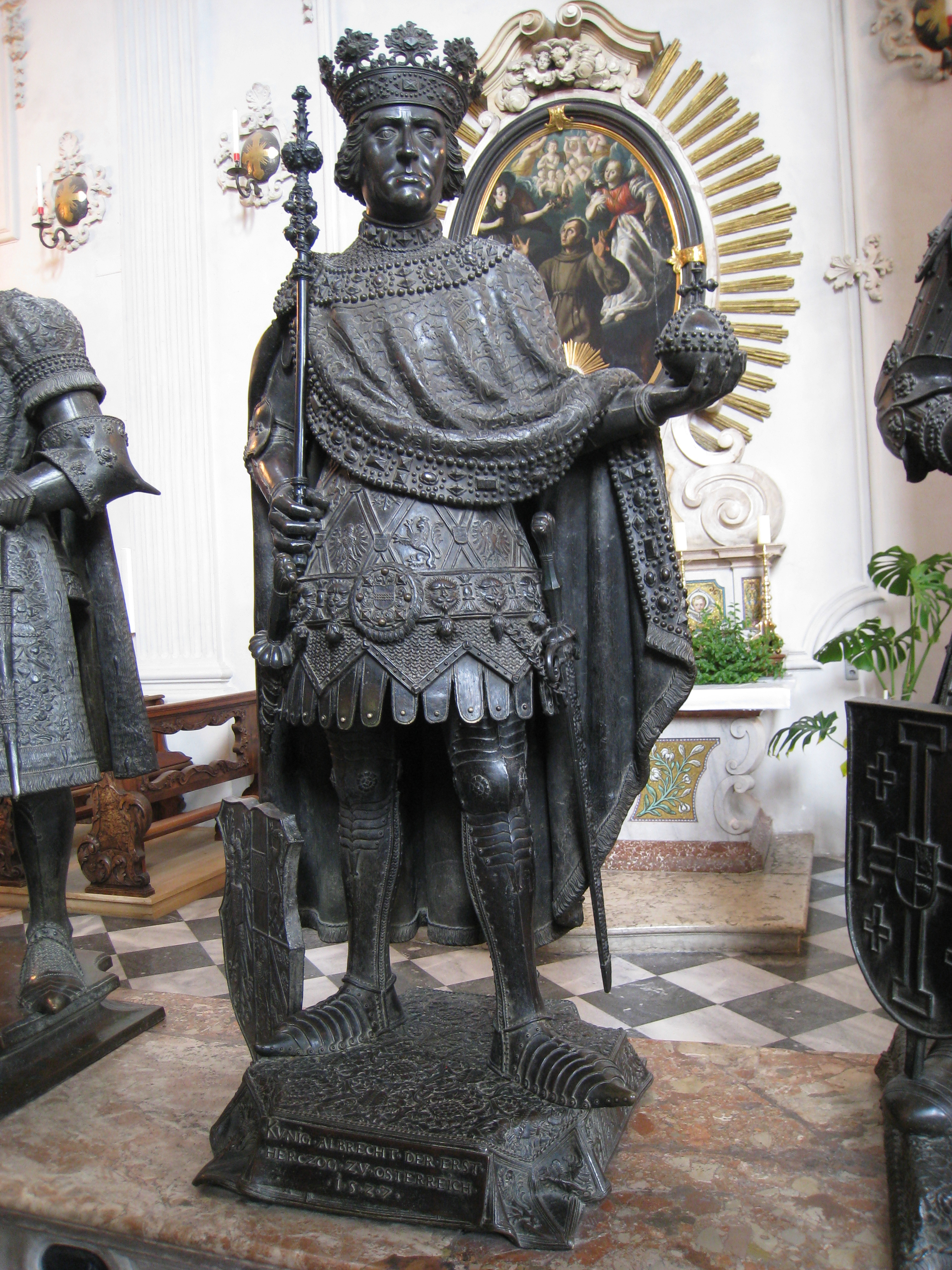
Socha Albrechta Habsburského

Dne 28. srpna Jindřich zpečetil smlouvu s Eberhardem Württemberským, v níž se Eberhard zavázal, že na pomoc Jindřichovi přivede své vojsko. Po příchodu i po odchodu jeho vojska z Čech měl od Jindřicha dostat 200 hřiven stříbra. Dne 1. září 1307 Jindřich Korutanský v Praze za přítomnosti Štěpána Dolnobavorského uzavřel spojenectví s nepřítelem Habsburků míšeňským markrabětem a durynským lantkrabětem Fridrichem Pokousaným. Římskoněmecký král se o smrti svého syna Rudolfa dozvěděl, když připravoval vpád do Durynska. Teprve v první polovině srpna se k němu donesla zpráva o návratu Korutance do Čech, pročež se svým vojskem vytáhl do Chebska a usídlil se v Chebu. Následně se obrátil na řadu říšských knížat, aby přivedla svá vojska, jež měly vpadnout do Čech. Římskému králi v přípravě říšského tažení proti Jindřichovi Korutanskému pomohl především bývalý kancléř Václava II. a nově zvolený arcibiskup mohučský Petr z Aspeltu. Své vojsko Albrechtovi do Chebska přivedli například hornobavorští vévodové Rudolf I. Falcký a Ludvík IV. Bavor.
Na počátku září 1307 Albrechtovo vojsko z Chebska vpadlo do Čech. Jeho syn Fridrich Sličný mezitím z Moravy zaútočil na jižní Čechy a začal rabovat statky Vítkovců, přičemž zřejmě obsadil i České Budějovice. Římský král současně získal Žatec a Kadaň, dále však narazil na tuhý odpor českých pánů. V polovině září se proto ve středních Čechách spojil s Fridrichovými oddíly a zaútočil na Kolín a Kutnou Horu. Ty se však s pomocí Jindřicha z Lipé a Jana z Vartenberka úspěšně ubránily. Albrecht však nechtěl z Čech odtáhnout z prázdnou, a rozhodl se proto, že získá alespoň města v severovýchodních Čechách, které vlastnila vdova po Václavovi II. a Rudolfovi Habsburským Eliška Rejčka, jež však pobývala Praze. Fridrich proto zorganizoval Eliščin tajný útěk z města a následně ji odvedl do ležení říšského vojska před Kutnou Horu. Koncem září říšské vojsko spolu s Rejčkou zamířilo směrem k Hradci Králové. Hradečtí měšťané Habsburky do města vpustili až poté, co jim římský král 5. října vydal listinu, v níž Hradci Králové uděloval mnoho privilegií. Habsburská vojska obsadila rovněž Kouřim, Nový Bydžov a Broumov. Habsburským vojskům následně otevřely své brány Chrudim, Jaroměř, Polička a Vysoké Mýto.
Zatímco Fridrich následně vytáhl na Brno, Albrecht se vydal zpět do Rakouska. Cestou se dne 17. října pokusil obsadit Znojmo, město však uhájila landštejnská posádka. Do Znojma vzápětí přijel Jindřich Korutanský s Rajmundem z Lichtenburka. Korutanec zde místním měšťanům vydal několik privilegií, například aby si sami mohli volit rychtáře. Český král je na šest let také zprostil všech daní a omezil některá královská práva na znojemský hrad. Znojemští měšťané si také vyhradili právo vypovědět Jindřichovi poslušnost, pokud by nedodržel jim slíbené výsady.
Válka Menhardovců proti Habsburkům probíhala i v Jindřichově rodném Tyrolsku a Korutanech, kam v srpnu 1307 vpadly jednotky štýrského zemského hejtmana Oldřicha z Wallsee, jež podpořil i salcburský arcibiskup Konrád, lavantský a krcký biskup, aquilejský patriarcha i Jindřichův bratranec Jindřich Gorický. Dále také řada hrabata z Heunburgu a Ortenburgu, páni z Pfannbergu, chorvatští magnáti Baboničové a další. Jindřicha v Korutanech zastupoval jeho důvěrník Konrád z Aufensteina, který se však nemohl opřít o žádné spojence, kteří by mu přispěchali na pomoc. Začal proto vyjednávat s uherským rodem Kyseckých. Jindřichův bratr Ota nejprve váhal, zda má vstoupit do války proti římskému králi, nakonec však svého bratra podpořil. Ačkoli dokázal ubránit Lublaň, do rukou útočníků padl Sankt Veit, Klagenfurt, Völkermarkt a další významné opěrné body moci korutanských vévodů. Albrecht po návratu do Rakous zaútočil na dolnobavorské vévody. Štěpána Dolnobavorského římský král porazil v bitvě u Neuburgu a následně jeho majetky poplenil. Dne 11. listopadu prošel Štěpánovým hlavním městem Landshutem a uchýlil se do Norimberku.

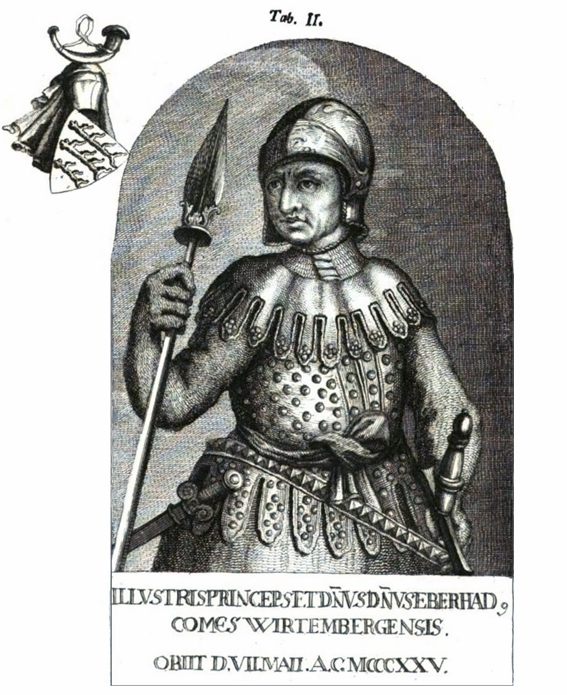
Eberhard Württemberský

V Čechách mezitím Jindřichův přívrženec Vilém Zajíc z Valdeka obsadil Žatec, který byl dosud v Habsburských rukou. Nejkrvavější boje se však odehrávaly u východočeských měst. Na Nový rok 1308 Češi v bitvě u Opočna porazili švábskou družinu vedenou Walterem z Castellu. Po této porážce Fridrich Habsburský, který se předtím odebral do Alpských zemí, na Moravu vyslal vojsko štýrského hejtmana Oldřicha z Wallsee. V březnu 1308 Jindřich Korutanský znovu ovládl Kouřim. I přesto, že Jindřich dosáhl mnoha úspěchů, jeho pozice byla velmi vratká. Ztratil totiž oporu i ve svých rodových državách, krutě vydrancovaných říšskými vojsky. Král se také dostal do velké finanční tísně a byl proto závislý pouze na českých patricijích a pánech. Královy bezmocnosti využíval především pražský biskup Jan z Dražic, Jindřich z Lipé, Jindřich Berka z Dubé a jiní, jimž stále musel vydávat různá privilegia. Pánu z Lipé Korutanec například zajistil „na věčné časy“ z výnosu ročního desátku 200 hřiven stříbra. Dražici král přiřkl zase výnos z desátků ze všech dolů v Čechách. Jindřichovou neobratnou politikou se stále prohluboval rozvrat českého hospodářství. Korutanec byl proto donucen peníze shánět vykořisťováním klášterů. Dne 11. února 1308 uzavřel novou smlouvu s Eberhardem Württemberským, v níž Eberhard přislíbil korutanského vévodu na celých deset let podporovat v boji proti Habsburkům. Tuto dohodu zprostředkoval Ota Dolnobavorský, jenž se zrovna vrátil z Uher, kde totálně selhaly jeho snahy získat uherskou korunu.

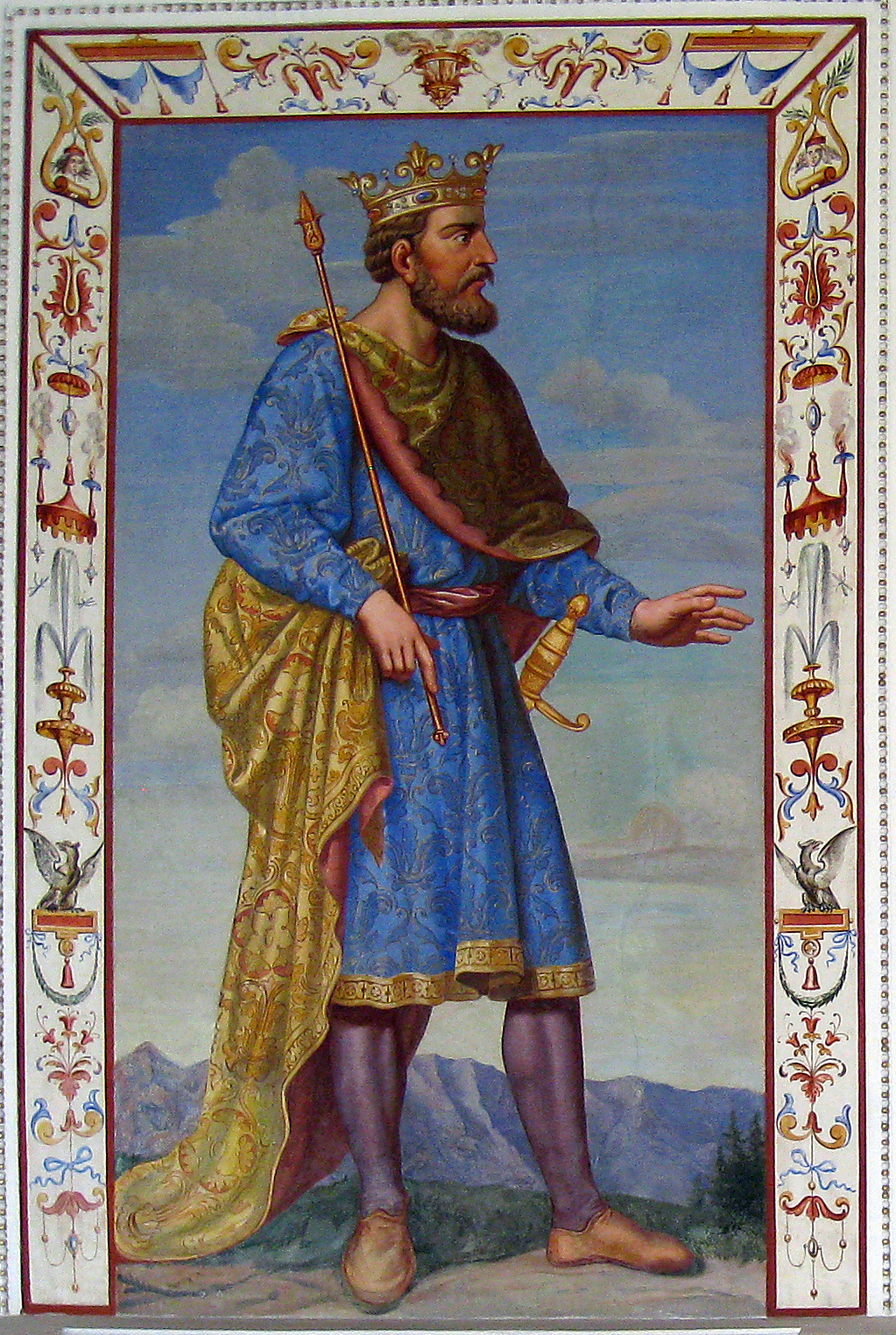
Malba Jindřicha Korutanského na zdi ve Španělském sále na zámku v Ambrasu u Innsbrucku

Při přípravách na další tažení do Čech byl 1. května 1308 římskoněmecký král Albrecht Habsburský zavražděn svým synovcem Janem Parricidou. Albrechtova smrti přinesla náhlé ukončení bojů mezi Menhardovci a Habsburky a v Čechách byla neskrývavě oslavována. Fridrich Habsburský se po otcově smrti dále nepokoušel získat českou korunu a tak v červenci 1308 s Korutancem uzavřel příměří a 14. srpna s ním ve Znojmě zpečetil smlouvu, podle které se Habsburkové vzdali všech svých nároků na České království a do čtrnácti dnů měli českému králi odevzdat všechny majetky které v Čechách i na Moravě ovládali. Všem jejich vojákům se však mělo dostat amnestie, stejně jako Elišce Rejčce, která pobývala na Fridrichově dvoře. Jindřich měl Habsburkům na oplátku vyplatit odstupné v hodnotě 45 tisíc hřiven. Část této sumy měla Habsburkům prozatímně zůstat formou zástavy některých měst, jež obsadili v Kraňsku i na Moravě, mezi které patřily Podivín, Znojmo, Pohořelice, Ivančice a hrad Veveří. Jindřich Korutanský podle znojemských úmluv musel zároveň uznávat všechny právní akty, které v Čechách Habsburkové vykonali. Čeští páni na této smlouvě vystupují jako rovnoprávní podílnici státní moci. Jindřichův bratr Ota se ještě před tím počátkem července 1308 usmířil s gorickými hrabaty. Znojemským úmluvám předcházelo také to, že v červnu 1308 se Rajmund z Lichtenburka se souhlasem českého krále vzdal ve prospěch svého příbuzného Jindřicha z Lipé funkce podkomořího. Charismatický Jindřich z Lipé se tak ocitl v čele frakce Ronovců a brzy poté i celé české šlechty.
| „                    | Jindřich z Korutan pak českou zemi řídil. Byl to sice dobrák, ale trochu břídil. Zastupoval Vaňka když byl na tažení, později se taky s jeho sestrou žení. O zem nestará se, má veliký hřích, že ho nezajímá nic než vlastní břich. | “ |
| — Dalimilova kronika | |   |

### Nastolení Jindřicha VII. a střet patriciátu a šlechty (1308–1309)

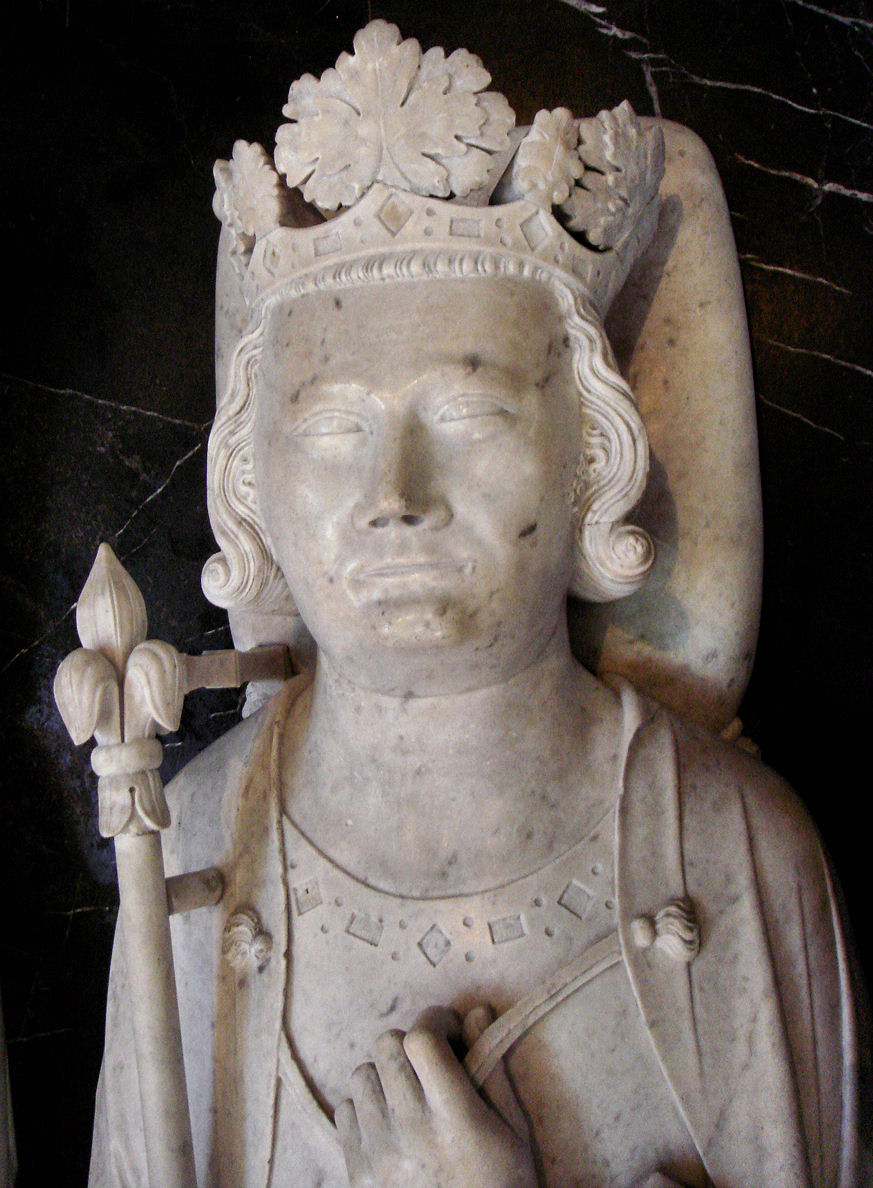
Busta Filipa IV. Sličného z jeho náhrobku v bazilice Saint-Denis

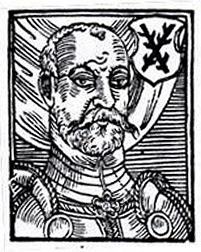
Jindřich z Lipé

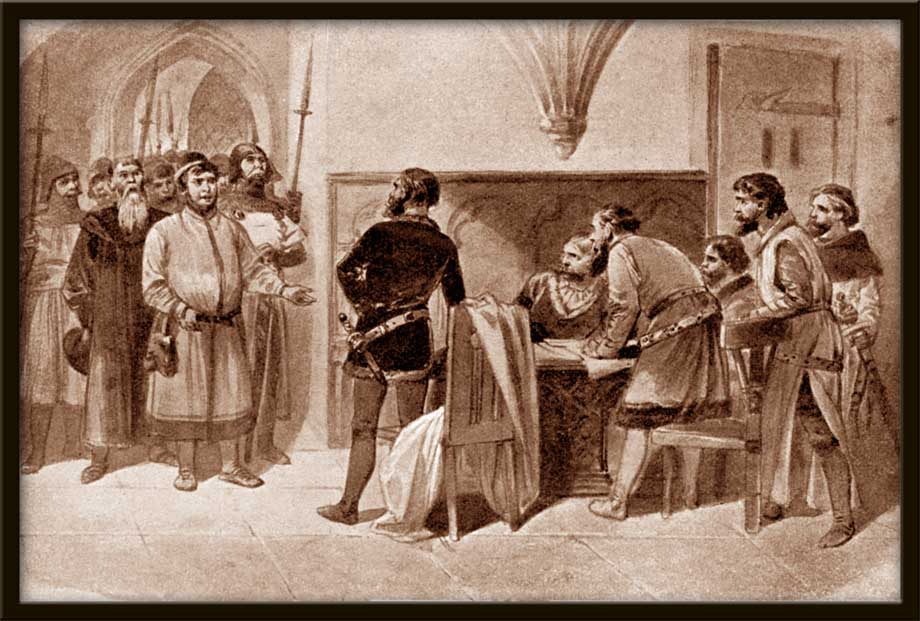
Emil Zillich, Zajetí pánů českých v klášteře Sedleckém

Po smrti Albrechta Habsburského se v říši rozběhla nová jednání o tom, kdo se stane novým římskoněmeckým králem. Do těchto jednání se vmísil francouzský král Filip IV. Sličný, který chtěl na římskoněmecký trůn dosadit svého bratra Karla z Valois. Právo volit římského krále náleželo sedmi říšským knížatům – kurfiřtům. Mezi tyto kurfiřty patřil i český král. Filip se proto listinou z 20. května 1308 obrátil na Jindřicha Korutanského, ve které ho vyzýval, aby svým vlivem v říši působil na své přátele. O kandidatuře svého bratra na římský trůn se Filip však výslovně nezmínil. Jindřich Korutanský Filipovu výzvu přešel mlčením a proto Filip dne 9. června 1308 vydal další listinu adresovanou českému králi. Nyní se v ní Jindřicha snažil neskrývavě přesvědčit, aby podpořil kandidaturu jeho bratra. Jindřich Korutanský však ani na tuto listinu nezareagoval. Nezúčastnil se ani dalších jednání o novém římském králi, ze kterých nakonec za přičinění svého bratra trevírského arcibiskupa Balduina Lucemburského jako vítěz vzešel lucemburský hrabě Jindřich VII., jenž byl říšskými kurfiřty s výjimkou českého krále dne 27. listopadu 1308 jednomyslně zvolen římskoněmeckým králem.
Proč se Jindřich stranil dění v říši není dosud spolehlivě objasněno. Vysvětlením by bylo, že byl příliš neschopný proniknout do takto velké evropské politiky, což se však nejeví jako příliš pravděpodobné, protože do roku 1306 do ní úspěšně zasahoval. Snad tak učinil kvůli složité situaci v Čechách, na kterou se stále musel soustředit. Snad se ale jenom neodkázal zorientovat mezi všemi pretendenty římského krále, snad si nechtěl znepřátelit Fridricha Habsburského, který se o římskou korunu také ucházel. Jindřich však každopádně udělal osudovou chybu, že se nezúčastnil volby římského krále. Stále totiž nebyl právoplatně korunovaný, ani neměl České království od římského krále udělené v léno.
Po smrti Albrechta Habsburského se faktické moci v království chopila silná panská klika vedená podkomořím a maršálkem Jindřichem z Lipé, nejvyšším číšníkem Janem z Vartenberka a Jindřichem Berkou z Dubé, kterou podporoval rovněž Rajmund z Lichtenburka a královský kancléř Petr Andělův. K nim se přidalo také několik patricijů, a to hlavně Jenslin z Rosenthalu, jenž se vrátil z azylu a byl Jindřichem z Lipé ustanoven kutnohorským rychtářem, čímž pán z Lipé značně uškodil dalšímu patricijskému rodu Ruthardovců, který Kutnou Horu ovládal až dosud. V Praze se oporou oligarchické vlády panské kliky stal zase patricij Wolfram.
Odstavení Ruthardovců a vláda šlechtické kotérie budila však v řadách měšťanů značný odpor. V popředí nespokojenců stál Peregrin Puš, Mikuláš zvaný Thusintmark a rodina Velfoviců v čele s Jakubem od Věže. Tito zámožní patricijové připravili plán, jak se v Kutné Hoře i Praze chopit moci a zajmout přívržence Jindřicha z Lipé. Svůj plán uskutečnili 15. února 1309, když v Sedleckém klášteře u Kutné Hory přenocoval Jindřich z Lipé, Jan z Vartenberka, Jenslin z Rosenthalu a švábský šlechtic Jan z Klingenbergu. Do kláštera vpadl houf ozbrojených horníků vedených Peregrinem Pušem a Ruthardovci. Kutnohorského rychtáře Jenslina z Rosenthalu spiklenci na místě popravili, ale Jindřicha z Lipé a Jana z Vartenberka zajali. Ve stejném okamžiku v Praze uskutečnili převrat Velfovici spolu s Mikulášem Thusintmarkem, kteří zajali Rajmunda z Lichtenburka, Petra Andělova a Jindřicha Berku z Dubé, a ovládli tak celé město. Pokusili se sice zavraždit také Wolframa, ale ten podobně jako při převratu v červenci 1307 z Prahy unikl. Vzbouřenci zajatým pánům následně položili tvrdé podmínky. Požadovali po nich, aby se přední patricijské rody mohly podílet na vládě v království. Plánovali rovněž sňatky svých dětí s potomky zajatých pánů. Mikuláš Ruthard chtěl svého mladého syna oženit s dcerou Jindřicha z Lipé a Jakub Velfovic od Věže vdát svou dceru za někoho z rodu Lichtenburků.
Jindřich Korutanský do situace zřejmě vůbec nezasáhl, ačkoli podle některých pramenů útok na šlechtické předáky zorganizoval právě on. Jindřichova pozice se každopádně stále horšila. Zatímco zajmutí páni byli donuceni patricijským spiklencům zastavit některé své hrady, proti Jindřichovi v Praze vypuklo povstání, jež vedlo k tomu, že český král byl dokonce vyhnán z Pražského hradu, kam se mohl vrátit až poté, když se za něj přimluvil Ota Dolnobavorský, jenž mu do Čech přispěchal na pomoc. Vítězní patricijové si však po propuštění Jindřicha z Lipé a jeho přívrženců nedokázali udržet vůdčí postavení v zemi. Někdy na svátek svatého Jana Křtitele roku 1309 do Prahy vpadla vojska Jindřicha z Lipé. Strůjci únorového spiknutí, tedy Velfovici, Ruthardovci, Peregrin Puš a Mikuláš Thusintmark, byli vyhnáni do ciziny a pán z Lipé se spolu s Wolframem znovu zmocnil Prahy i Kutné Hory. Jindřich z Lipé se následně opevnil v malostranské mostecké věži a Wolfram zase v křižovnickém špitálu u Juditina mostu. Panská klika se tak v Čechách opět zmocnila vlády.

### Rozpad vlády v Čechách (1309–1310)

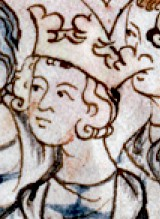
Jindřich VII. (Balduineum)

Postupem času se mezi odpůrci české krále Jindřicha Korutanského začaly objevovat návrhy na panovníka, který by ho měl nahradit na českém trůně. Z jejich řad proto postupně začala krystalizovat prolucemburská opozice, jež si za cíl vzala na český trůn místo Jindřicha Korutanského dosadit Jana Lucemburského, mladičkého syna nového římského krále Jindřicha VII. Jan se podle jejich plánů měl oženit s dcerou Václava II. Eliškou Přemyslovnou. Tento úmysl měl své zastánce mezi šlechtou, preláty i patriciátem. V jejich čele stanuli cisterciáčtí opati – opat sedleckého kláštera Heidenreich a opat zbraslavského kláštera Konrád z Erfurtu. Důvod, proč se tito muži přidali do prolucemburské opozice, lze spatřovat v kořistnické politice Jindřicha Korutanského vůči cisterciáckým klášterům. Když Eliška Přemyslovna se záměrem cisterciáckých opatů souhlasila, uskutečnilo se dne 14. srpna v Heilbronnu první neoficiální jednání zástupců protikorutanské strany v Čechách, Konráda Zbraslavského a Petra Žitavského, s Jindřichem VII. Výsledkem jednání bylo to, že Jindřich VII. nakonec údajně prohlásil, že českou královnou se může stát jedině Eliška Přemyslovna. V září 1309 se ve Špýru konal říšský sněm, který Jindřich VII. využil na odražení mocenských zájmů Habsburků na České země. Dosáhl zde totiž uzavření dohody, ve které se Habsburkové vzdali všech svých nároků na český trůn a slíbili podpořit Jindřicha VII. v záměru získat České země pro svého syna Jana. Římský král jim zároveň v sumě 50 000 hřiven stříbra zastavil celou Moravu.
V říjnu roku 1309 pozval Jindřich Korutanský do Čech z Korutan od svého bratra Oty družinu o osmdesáti mužích vedenou svým důvěrníkem korutanským maršálkem Konrádem z Aufensteina a jeho bratrem Jindřichem z Aufenteina, aby upevnil své postavení v zemi. Konrád z Aufensteina vložil posádku do Pražského hradu a Kutné Hory. Příchod korutanských vojáků do Čech však domácí prostředí spíše podráždil. Další setkání Jindřicha VII. se zástupci české šlechty proběhlo v lednu 1310 v Norimberku. Bylo završeno několika listinami vydanými Jindřichem VII. dne 31. ledna. V nejdůležitější listině římský král sdělil, že zachová práva všech obyvatel Českého království, pokud si za krále zvolí krále, kterého jim on navrhne. Jindřich VII. do Čech také vyslal zvláštní poselstvo, jež mělo prověřit, zda se v Čechách vše odehrává tak, jak římskému králi popsal protikorutanský tábor. Toto poselstvo vedl mohučský arcibiskup Petr z Aspeltu. Poselstvo v Čechách však zajal korutanský maršálek Jindřich z Aufensteina, které propustil až po pěti dnech, když mu slíbili, že Čechy okamžitě opustí.

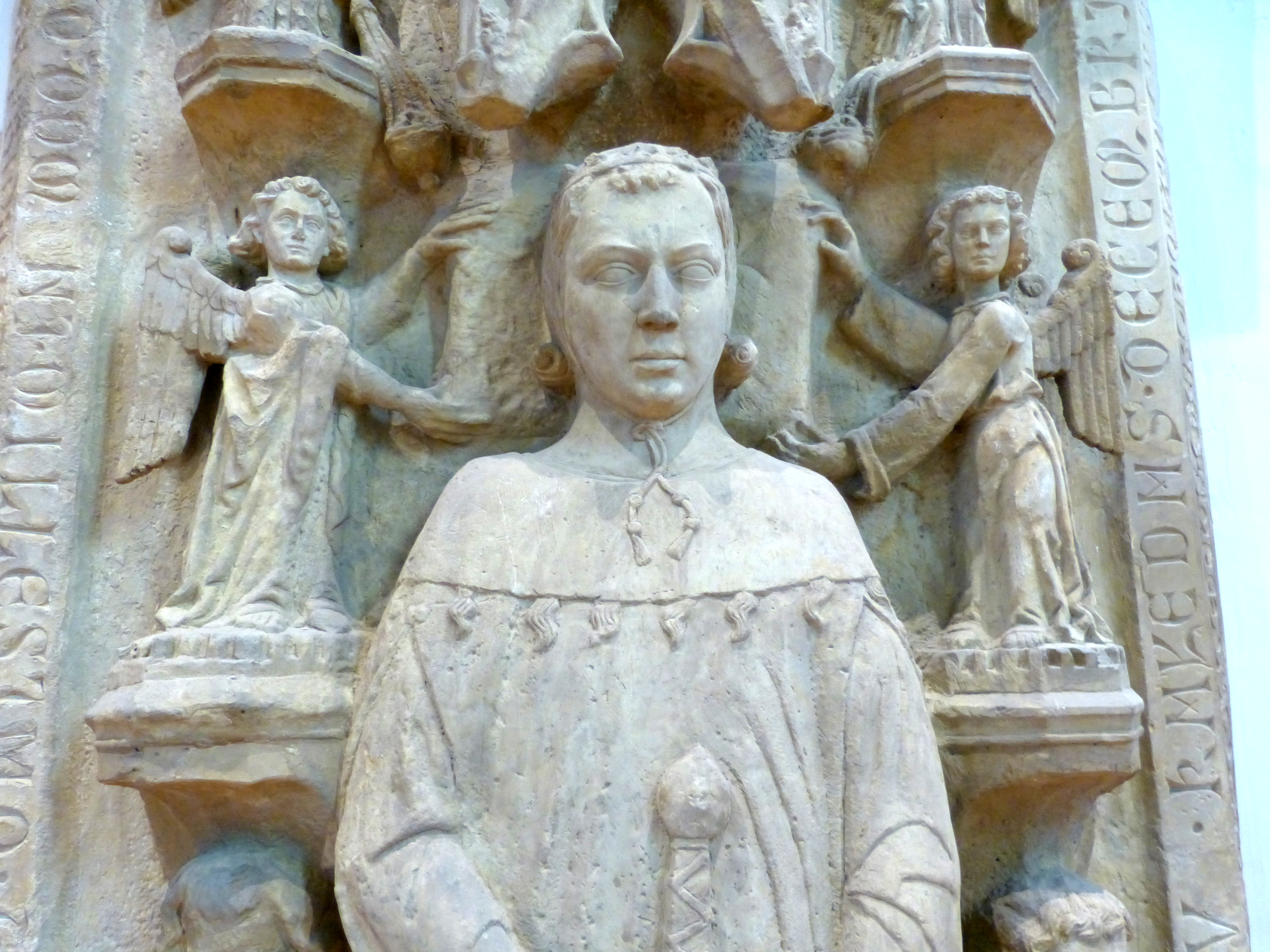
Náhrobek Fridricha I. Míšeňského v Eisenachu

Současně se od Jindřicha Korutanského odklonili dosavadní faktičtí vládci v Čechách Jindřich z Lipé a Jan z Vartenberka, kteří kvůli příchodu korutanské družiny do Čech v čele s Aufensteiny na českého krále postupně ztráceli vliv. V únoru 1310 probíhala v Praze jednání mezi Jindřichem Korutanským a Fridrichem Kulhavým, jenž zde zastupoval svého otce míšeňského markraběte a Jindřichova spojence Fridricha Pokousaného. Obě strany se zavázaly, že si navzájem pomůžou proti komukoliv. Fridrich také přislíbil, že Jindřichovi Korutanskému do Čech na pomoc pošle vojsko. Český král mu na oplátku zastavil města Litoměřice, Most, Louny a Mělník, čímž si míšeňský markrabě de facto zajistil vládu nad většinou severních Čech. Do Fridrichovy moci se měla dostat i věž Pražského hradu, ačkoli ji měl jménem míšeňského markraběte stále ovládat korutanský maršálek Konrád z Aufensteina. Dále bylo dohodnuto, že pokud by Jindřich České království na čas opustil, Fridrich ho měl za jeho nepřítomnosti zde zastupovat. Pokud by Korutanec zemřel bezdětný, český trůn měl za podmínky, že zajistí královnu-vdovu Annu, zdědit Fridrich. Touto dohodou se Fridrich měl de facto na čas chopit vlády v Českých zemích. Na počátku května 1310 do Čech skutečně dorazila vojenská pomoc z Míšeňska vedená Albrechtem z Barby, Otou z Eilenburgu a plavenským fojtem Jindřichem.
Když se Jindřich Korutanský dozvěděl o plánu cisterciáckých opatů provdat Elišku Přemyslovnu za Jana Lucemburského, rozhodl se, že ji v tom zabrání. Pokusil se proto Elišku násilím vdát za nevýznamného míšeňského barona Otu z Bergova. Eliška se tomuto nerovnému sňatku samozřejmě bránila. Dne 28. května kvůli tomu z Pražského hradu tajně uprchla na Vyšehrad, kde na ni čekal Jan z Vartenberka, jenž ji následně doprovodil do Nymburku. Podle vyprávění Petra Žitavského se Elišku Přemyslovnu pokusila otrávit Jindřichova manželka a její sestra Anna, což se však jeví jako velmi nepravděpodobné.

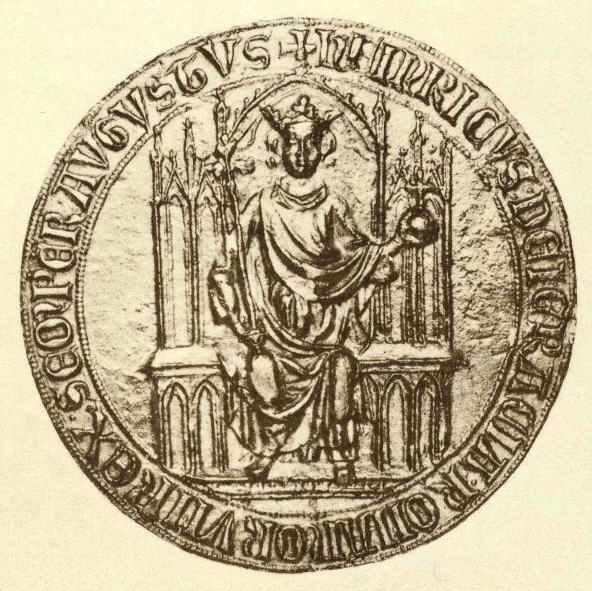
Královská pečeť Jindřicha VII.

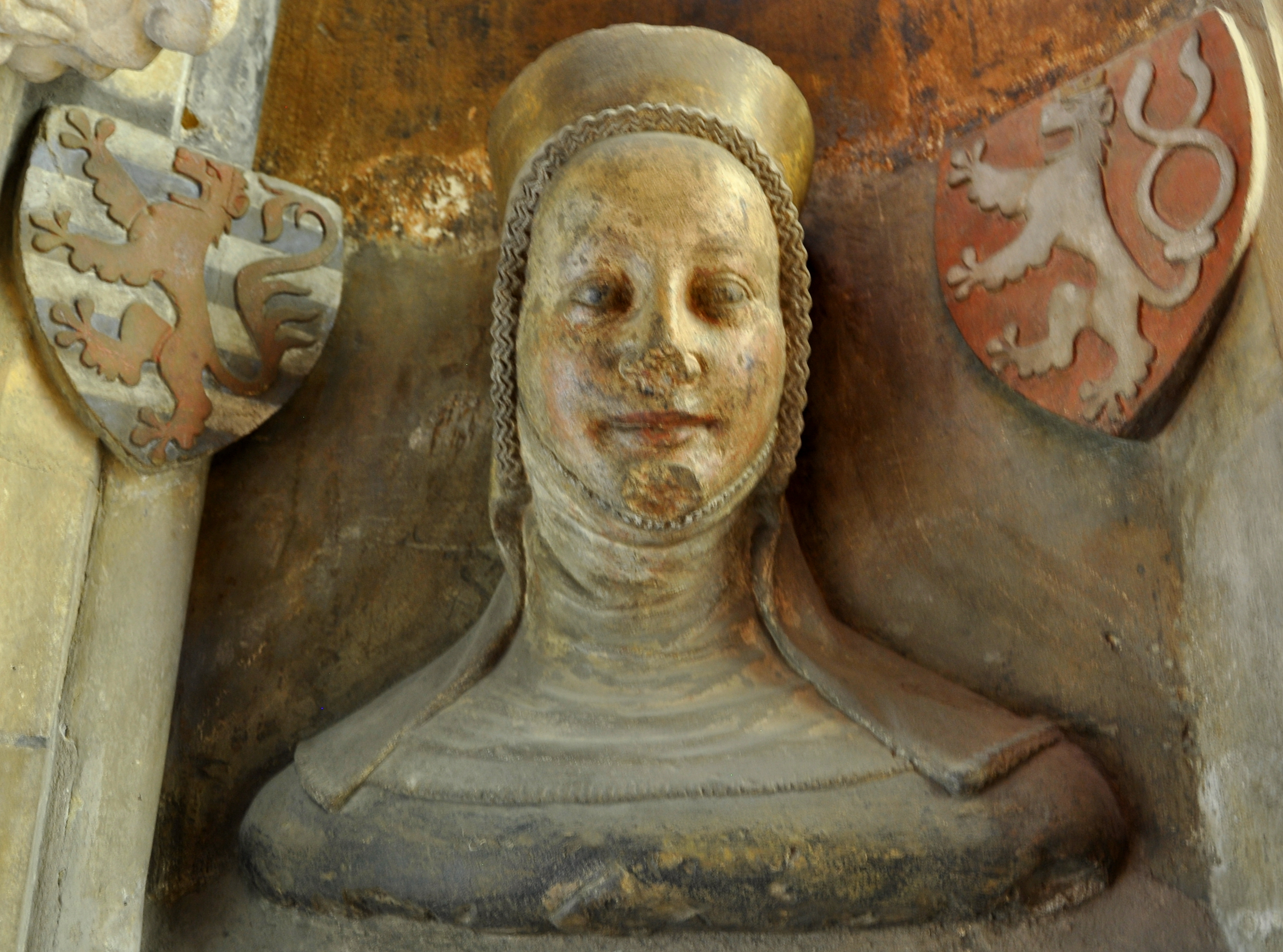
Busta Elišky Přemyslovny ve svatovítské katedrále

V polovině června 1310 před Pražským hradem vypukl boj mezi vojáky Jindřichových odpůrců a míšeňsko-korutanským vojskem. Korutanci vedení Jindřichem z Aufensteina byli na hlavu poraženi a Prahu ovládli Jindřichovi oponenti. Pouze Pražský hrad zůstal v Jindřichových rukou. Dne 29. června do Prahy vítězní páni přivedli Elišku Přemyslovnu. Na straně Jindřicha Korutanského zůstali především šlechtici z východních Čech, mezi kterými vynikali Oldřich z Lichtenburka, Václav a Čeněk ze Žleb, Zdislav ze Šternberka, Dětřich ze Žiželic a Hrabiše z Paběnic. Do Prahy byl následně svolán zemským sněm, na němž se projednávalo sesazení Jindřicha Korutanského. Zúčastnění se rozhodli vyslat poselstvo za římskoněmeckým králem na říšský sněm do Frankfurtu. Jindřich Korutanský s českou šlechtou mezitím uzavřel příměří. Poté, co se dozvěděl o záměru zemského sněmu vyslat za římským králem poselstvo, prostřednictvím Konráda z Aufensteinu a Jindřicha z Rotenburgu zemskému sněmu tento záměr zakázal. Sněm do Německa své zástupce ale vyslal i navzdory jeho varování.
Rozhodující jednání na říšském sněmu ve Frankfurtu bylo završeno listinou z 25. července 1310, v níž římský král souhlasil s tím, že si jeho syn Jan v Německu vezme Elišku Přemyslovnu a nastoupí na český trůn. Datum sňatku bylo určeno 1. září 1310. Česká delegace se zároveň zavázala, že České království bude Janovi vydáno bez překážek. Říšská knížata přítomná na tomto sněmu se z Jindřichova popudu následně usnesla, že Jindřich Korutanský vládne v Českých zemích nelegitimně a vyjádřila svůj souhlas s tím, že římský král chce na český trůn dosadit svého syna. Fridrich Míšenský na pomoc Korutancovi do Čech mezizím vyslal další vojsko pod vedením svého syna Fridricha Kulhavého, které se 18. července znovu zmocnilo Kutné Hory, jež dosud ovládal Jan z Vartenberka, a Kolína. Dne 28. července Jindřichovi Korutanskému navíc věrnost slíbila řada českých šlechticů, a to především Oldřich z Lichtenburka. Jindřich Korutanský se o rozhodnutí Jindřicha VII. sice patrně dozvěděl, ale Elišce se v odjezdu z Prahy na její svatbu s Janem Lucemburským neodvážil zabránit, protože by se tak otevřeně postavil proti rozhodnutí římského krále. Vůči Elišce se rozpoutala jenom vlna pomluv. Dne 14. srpna 1310 Eliška Přemyslovna vyjela z Prahy a 25. srpna dorazila na dvůr Jindřicha VII., který zrovna prodléval v Heimbachu. Dne 30. srpna se Jindřichův dvůr přesunul do Špýru, kam římský král svolal říšský sněm. Zde 31. srpna Janovi Lucemburskému římskoněmecký král udělil České království v léno. Jana s Eliškou Přemyslovnou v špýrském dómu následně oddal kolínský arcibiskup Jindřich II. z Virneburgu.

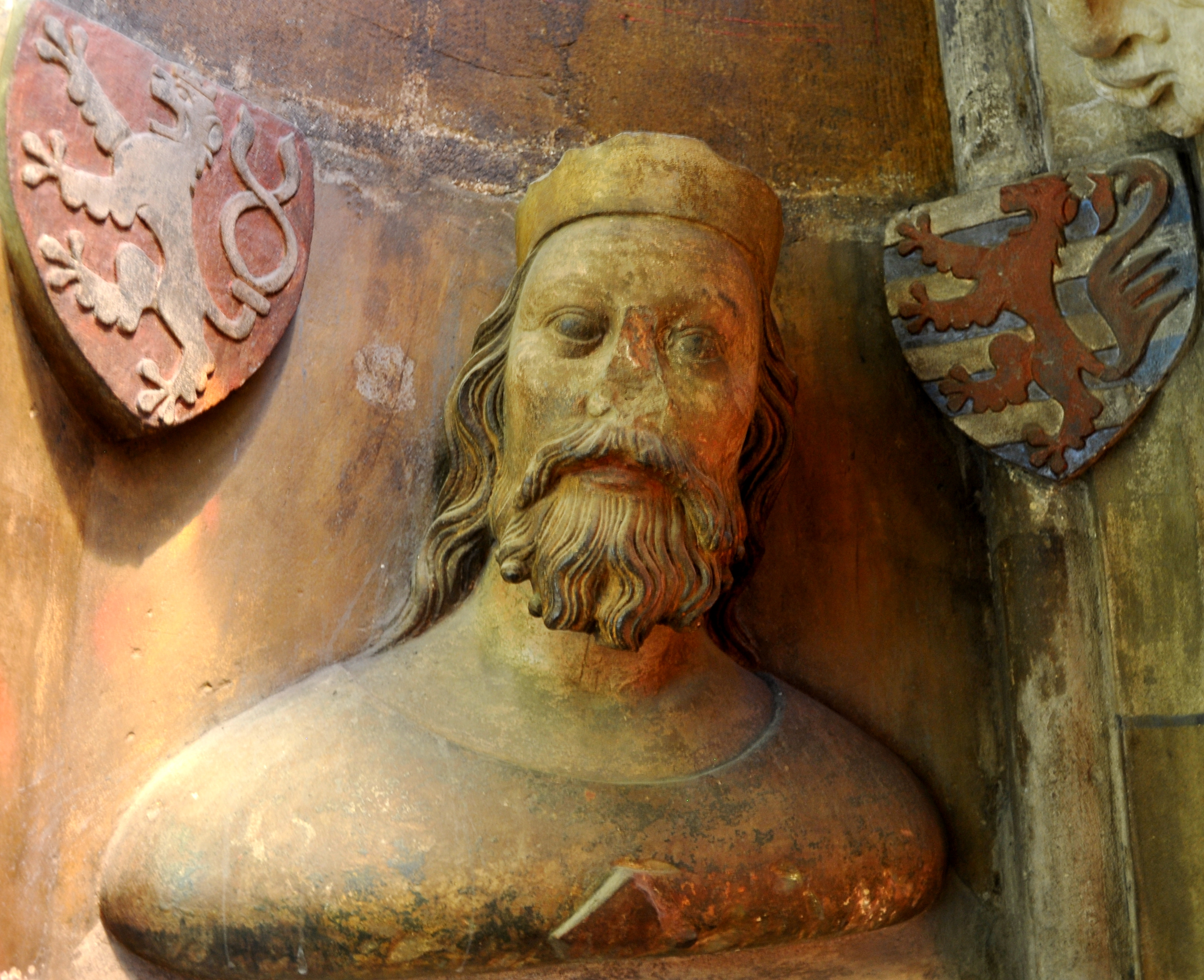
Busta Jana Lucemburského ve svatovítské katedrále

Na počátku září 1310 Prahu, jež dosud drželi Jindřichovi odpůrci, oblehly míšeňské jednotky. Vniknout do Prahy se Míšňanům však podařilo až 14. září, kdy po neúspěšném odporu vojska Vítka z Landštejna ovládli celé město. Zatímco Jindřich Korutanský se stále ukrýval na Hradě, Fridrich Kulhavý se de facto zmocnil vlády nad celým královstvím. Dne 18. října se do Čech vydala výprava Jana Lucemburského doprovázeného jeho poručníkem Petrem z Aspeltu s cílem sesadit Jindřicha Korutanského z českého trůnu. Hranice Českého království přešla přes Chebsko. Podpořily ji rovněž oddíly Jindřicha z Lipé a pražského biskupa Jana z Dražic. Dne 19. listopadu Jan zaútočil na Kutnou Horu, jejíž obsazení však selhalo, protože město s podporou měšťanů udatně hájil korutanský maršálek Jindřich z Aufensteina. Poté, co ztroskotal i pokus obsadit Kolín, Janovo vyčerpané vojsko nakonec vytáhlo na samotnou Prahu, před kterou rozbilo tábor 28. listopadu. Ani ji se však Janovým vojskům nepovedlo dobýt. Protože se blížila zima, stoupala v lucemburském ležení netrpělivost a malomyslnost. Až 3. prosince 1310 se díky tajnému jednání Petra z Aspeltu s některými pražskými měšťany Janově vojsku podařilo vniknout do Prahy brankou u dnešní Prašné brány. Janovo vojsko se brzy s křikem Mír, mír, mír! zmocnilo celého města a vyhnalo odsud Míšňany i Korutance.
Anna Přemyslovna na Petrovi z Aspeltu následně vyžádala nekrvavou kapitulaci korutansko-míšeňského vojska a pro sebe i Jindřicha svobodný odchod z Čech. S odchodem do Tyrolska Jindřichovi a Anně údajně pomohl norimberský purkrabí Fridrich a hrabě Ludvík z Öettingen. Korutanec si z Prahy zároveň odváděl několik rukojmích od pražských měšťanů, které ale ještě v Praze osvobodil Vilém Zajíc z Valdeka. Jindřich Korutanský s chotí Prahu opustil 9. prosince. O zbytku jejich cesty do Tyrolska se nedochovaly žádné prameny. Oficiální mír mezi sebou však Korutanec a Lucemburk neuzavřeli, pročež Jindřich až do smrti užíval titulu českého krále a nikdy se nevzdal svých nadějí na znovuovládnutí Českého království.

### Usmíření s Habsburky (1310–1313)
Po návratu do Tyrolska a Korutan Jindřich musel čelit velmi složité finanční situaci, která byla důsledkem zkrachování bankovního domu Frescobadinů ve Florencii, Jindřichových zvýšených nákladů při vládě v Čechách a vyrabování Korutan i Kraňska Habsburky roku 1307. Jindřich byl od května 1310 však zároveň jediným vládcem svých zemí, protože jeho bratr bezdětně zemřel. Jindřich ani jeho choť Anna se titulu českého krále a české královny nikdy nevzdali, používali i nominální titul polského krále, od nějž však později ustoupili. Vévodský pár v Tyrolsku žil v paláci ve městě Hall. Římskoněmecký král Jindřich VII. Lucemburský se mezitím vydal do Itálie na svou římskou jízdu, jejímž cílem bylo získat císařskou korunu. Jindřich VII. Jindřicha Korutanského požádal, jestli by na římskou jízdu mohl jet přes Jindřichem ovládaný Brennerský průsmyk, což však tyrolský hrabě odmítl. Následně se římský král pokusil s Korutancem usmířit tím, že mu na své římské jízdě nabídl účast. Ani to však Jindřich Korutanský nepřijal.
S Habsburky se Jindřich však prostřednictvím své sestry Alžběty, matky Fridricha Habsburského, usmířit chtěl. Nakonec se to podařilo na jednání v Pasově roku 1311, kde Habsburkové Jindřichovi prominuli dluh 45 000 hřiven. Podle uzavřené dohody jim korutanský vévoda na oplátku měl postoupit Kraňsko i Vindickou marku. Jindřich se kvůli tíživé finanční krizi v roce 1312 rozhodl přistoupit k radikálním opatřením. Vládu v Tyrolsku totiž předal deseti zemským úředníkem a s manželkou se odebral do Korutan. Toto opatření však nakonec ničemu neprospělo, takže po třech rocích života v Korutanech se Jindřich znovu odebral do Tyrolska a faktickým vládcem v Korutanech učinil korutanského maršálka Konráda z Aufensteina. Dne 3. září 1313 v Lublani ve věku 22 let nečekaně zemřela Jindřichova manželka Anna. Příčina její smrti je neznámá, před ní však ještě stihla sepsat závěť, podle které si přála být pohřbena chóru dominikánského klášterního kostela v Bolzanu, což ji Jindřich splnil. Jindřicha Annino úmrtí zřejmě zaskočilo a zlomilo. Za svou ženu nechal každý rok ve výročí její smrti v několika kostelech sloužit na její památku mši.

### Nepřítel Lucemburků (1314–1335)
Roku 1314 dal svůj kurfiřtský hlas ve prospěch Habsburka Fridricha Sličného, zatímco Jan Lucemburský podporoval Ludvíka IV. Bavora. Toto však nemohlo vzrůstající moc Lucemburků ve střední Evropě ohrozit. Roku 1321 předložil Ludvík Bavor Janu Lucemburskému plán, jak získat Jindřicha na svoji stranu. Korutanec v té době již podruhé ovdověl (Anna Přemyslovna zemřela roku 1313, druhá manželka Adléta Brunšvická roku 1320), a proto vzešel nápad oženit ho s Janovou sestrou Marií. Ta však sňatek, zřejmě z popudu Elišky Přemyslovny, která svého švagra nenáviděla, odmítla a Jindřich zůstal v habsburském táboře.
Jindřichovo první a poslední, třetí manželství s Beatrix Savojskou (vzal si ji roku 1328) zůstalo bezdětné. Adléta Brunšvická mu porodila dvě dcery. Vzhledem k tomu, že starší Adléta byla psychicky nemocná, stala se mladší Markéta, zvaná Maultasch (Pyskatá) jedinou dědičkou korutanských držav. Ve snaze zajistit si lákavé menhardovské dědictví získal ji Jan Lucemburský jako nevěstu pro svého druhorozeného syna Jana Jindřicha. Sňatek se slavil roku 1330. V případě smrti stárnoucího vévody měl Jan převzít poručnictví nad jeho dětmi a regentskou vládu v Korutanech a Tyrolsku. Ani tehdy se však Jindřich nezřekl svých nároků na českou korunu. Ve vysokém věku zemřel nečekaně po záchvatu mrtvice[nepřesný odkaz]. Je pohřben v tyrolském klášteře Stams.
Po několika letech Jindřichova dcera Markéta, žena prý velice smyslná a navzdory přezdívce hezká, svého prvního manžela zapudila (údajně kvůli impotenci) a provdala se za syna císaře Ludvíka Bavora. Lucemburkům tak nezůstalo z korutanského jmění zhola nic.

## Vývod z předků
|                     |                                  |  |                 |                                           |  |  |  |  |  |  |  | Engelbert II. Gorický |
|                     |                                  |  |                 |                                           |  |  |  |  |  |  |  |                       |
|                     | Engelbert III. Gorický           |  |                 |                                           |  |  |  |  |  |  |  |                       |
|                     |                                  |  |                 |                                           |  |  |  |  |  |  |  |                       |
|                     |                                  |  |                 | Adelheida z Scheyern-Dachau               |  |  |  |  |  |  |  |                       |
|                     |                                  |  |                 |                                           |  |  |  |  |  |  |  |                       |
|                     | Menhard I. Tyrolský              |  |                 |                                           |  |  |  |  |  |  |  |                       |
|                     |                                  |  |                 |                                           |  |  |  |  |  |  |  |                       |
|                     |                                  |  |                 | Bertold III. z Andechsu                   |  |  |  |  |  |  |  |                       |
|                     |                                  |  |                 |                                           |  |  |  |  |  |  |  |                       |
|                     | Matylda z Andechsu               |  |                 |                                           |  |  |  |  |  |  |  |                       |
|                     |                                  |  |                 |                                           |  |  |  |  |  |  |  |                       |
|                     |                                  |  |                 | Hedvika z Wittelsbachu                    |  |  |  |  |  |  |  |                       |
|                     |                                  |  |                 |                                           |  |  |  |  |  |  |  |                       |
|                     | Menhard II. Tyrolský             |  |                 |                                           |  |  |  |  |  |  |  |                       |
|                     |                                  |  |                 |                                           |  |  |  |  |  |  |  |                       |
|                     |                                  |  |                 | Jindřich I. Tyrolský                      |  |  |  |  |  |  |  |                       |
|                     |                                  |  |                 |                                           |  |  |  |  |  |  |  |                       |
|                     | Albert IV. Tyrolský              |  |                 |                                           |  |  |  |  |  |  |  |                       |
|                     |                                  |  |                 |                                           |  |  |  |  |  |  |  |                       |
|                     |                                  |  |                 | Anežka z Ortenburgu                       |  |  |  |  |  |  |  |                       |
|                     |                                  |  |                 |                                           |  |  |  |  |  |  |  |                       |
|                     | Adéla Tyrolská                   |  |                 |                                           |  |  |  |  |  |  |  |                       |
|                     |                                  |  |                 |                                           |  |  |  |  |  |  |  |                       |
|                     |                                  |  |                 | Jindřich II. z Lechsgemünd-Frontenhausenu |  |  |  |  |  |  |  |                       |
|                     |                                  |  |                 |                                           |  |  |  |  |  |  |  |                       |
|                     | Uta z Frontenhausen-Lechsgemündu |  |                 |                                           |  |  |  |  |  |  |  |                       |
|                     |                                  |  |                 |                                           |  |  |  |  |  |  |  |                       |
|                     |                                  |  |                 | Adelheida z Plainu                        |  |  |  |  |  |  |  |                       |
|                     |                                  |  |                 |                                           |  |  |  |  |  |  |  |                       |
| Jindřich Korutanský |                                  |  |                 |                                           |  |  |  |  |  |  |  |                       |
|                     |                                  |  |                 |                                           |  |  |  |  |  |  |  |                       |
|                     |                                  |  | Ota I. Bavorský |                                           |  |  |  |  |  |  |  |                       |
|                     |                                  |  |                 |                                           |  |  |  |  |  |  |  |                       |
|                     | Ludvík I. Bavorský               |  |                 |                                           |  |  |  |  |  |  |  |                       |
|                     |                                  |  |                 |                                           |  |  |  |  |  |  |  |                       |
|                     |                                  |  |                 | Anežka z Loonu                            |  |  |  |  |  |  |  |                       |
|                     |                                  |  |                 |                                           |  |  |  |  |  |  |  |                       |
|                     | Ota II. Bavorský                 |  |                 |                                           |  |  |  |  |  |  |  |                       |
|                     |                                  |  |                 |                                           |  |  |  |  |  |  |  |                       |
|                     |                                  |  |                 | Bedřich                                   |  |  |  |  |  |  |  |                       |
|                     |                                  |  |                 |                                           |  |  |  |  |  |  |  |                       |
|                     | Ludmila Přemyslovna              |  |                 |                                           |  |  |  |  |  |  |  |                       |
|                     |                                  |  |                 |                                           |  |  |  |  |  |  |  |                       |
|                     |                                  |  |                 | Alžběta Uherská                           |  |  |  |  |  |  |  |                       |
|                     |                                  |  |                 |                                           |  |  |  |  |  |  |  |                       |
|                     | Alžběta Bavorská                 |  |                 |                                           |  |  |  |  |  |  |  |                       |
|                     |                                  |  |                 |                                           |  |  |  |  |  |  |  |                       |
|                     |                                  |  |                 | Jindřich Lev                              |  |  |  |  |  |  |  |                       |
|                     |                                  |  |                 |                                           |  |  |  |  |  |  |  |                       |
|                     | Jindřich V. Brunšvický           |  |                 |                                           |  |  |  |  |  |  |  |                       |
|                     |                                  |  |                 |                                           |  |  |  |  |  |  |  |                       |
|                     |                                  |  |                 | Matylda Anglická                          |  |  |  |  |  |  |  |                       |
|                     |                                  |  |                 |                                           |  |  |  |  |  |  |  |                       |
|                     | Anežka Brunšvická                |  |                 |                                           |  |  |  |  |  |  |  |                       |
|                     |                                  |  |                 |                                           |  |  |  |  |  |  |  |                       |
|                     |                                  |  |                 | Konrád Štaufský                           |  |  |  |  |  |  |  |                       |
|                     |                                  |  |                 |                                           |  |  |  |  |  |  |  |                       |
|                     | Anežka Štaufská                  |  |                 |                                           |  |  |  |  |  |  |  |                       |
|                     |                                  |  |                 |                                           |  |  |  |  |  |  |  |                       |
|                     |                                  |  |                 | Irmgard Henneberská                       |  |  |  |  |  |  |  |                       |
|                     |                                  |  |                 |                                           |  |  |  |  |  |  |  |                       |